# كم يونغ غوانغ
كيم يونغ كوانغ (بالكورية: 김영광) (مواليد 28 يونيو 1983 في غوهيونغ) لاعب كرة قدم كوري جنوبي يلعب حاليا في نادي أولسان هيونداي الكوري الجنوبي .

## روابط خارجية
- كم يونغ غوانغ على موقع الاتحاد الدولي (مؤرشف)  (الإنجليزية)
- كم يونغ غوانغ على موقع دوري كوريا الجنوبية (الإنجليزية)
- كم يونغ غوانغ على موقع قاعدة بيانات كرة القدم.إي يو (الإنجليزية)
- كم يونغ غوانغ على موقع ناشيونال فوتبول تيمز (الإنجليزية)
- كم يونغ غوانغ على موقع Soccerway.com (الإنجليزية)
- كم يونغ غوانغ على موقع أوليمبيديا (الإنجليزية)
- كم يونغ غوانغ على موقع AS.com (الإسبانية)